# Orthocladius maius
Orthocladius maius är en tvåvingeart som beskrevs av Maurice Emile Marie Goetghebuer 1942. Orthocladius maius ingår i släktet Orthocladius och familjen fjädermyggor. Arten är reproducerande i Sverige. Inga underarter finns listade i Catalogue of Life.